# Mikko Lankinen
Mikko Lankinen är en finsk gitarrist och sångare. Han är mest känd för sin medverkan i instrumental-gruppen Laika & The Cosmonauts och sitt samarbete med J. Karjalainen. 

## Biografi
Mikko Lankinens karriär är tätt sammanflätad med trumslagaren Janne Haavistos. I slutet av 1970-talet verkade båda i bandet Babblers, som också släppte en skiva. Sedan fortsatte de båda till gruppen Papu & Pojat, med bland annat solisten Helena Haro orgelgurun Mitja Tuurala. Som producent och låtskrivare fungerade Jukka Karjalainen. Gruppen spelade in ett tiotal sånger år 1983, men skivan släpptes inte förrän 1990. 
Mellan åren 1987 och 1994 spelade Lankinen gitarr på 5 av Jukka Karjalainens skivor. 1987 grundade han också tillsammans med Haavisto, Matti Pitsinki och Tom Nyman instrumentalbandet Laika & The Cosmonauts, som efter åratal av turnerande och flera skivor under mitten av 2000-talet började skapa sig ett stabilt namn också utanför Norden. 
Laika & The Cosmonauts har också gjort musik för filmer. 

## Lankinens band
- Babblers
- Papu & Pojat
- J. Karjalainen (olika uppsättningar)
- Laika & The Cosmonauts

## Diskografi (urval)
- What's All About (Babblers, 1980)
- Kookospähkinäkitara (J. Karjalainen ja Mustat lasit, 1987)
- Lumipallo (J. Karjalainen ja Mustat lasit, 1988)
- C'Mon Do The Laika! (Laika & The Cosmonauts, 1988)
- Live (J. Karjalainen ja Mustat lasit, 1989)
- Surfs You Right (Laika & The Cosmonauts, 1990)
- Papu & Pojat (Papu & Pojat, 1990)
- Päiväkirja (J. Karjalainen yhtyeineen, 1991)
- Instruments of Terror (Laika & The Cosmonauts, 1992)
- Tähtilampun alla (J. Karjalainen yhtyeineen, 1992)
- Villejä lupiineja (J. Karjalainen yhtyeineen, 1994)
- The Amazing Colossal Band (Laika & The Cosmonauts, 1995)
- Absurdistan (Laika & The Cosmonauts, 1997)
- Laika Sex Machine, live (Laika & The Cosmonauts, 2000)
- Local Warming, (Laika & The Cosmonauts, 2004)
- Onnenlantti (Jorma Kääriäinen, 2005)